# Jākhal
Jākhal är en ort i Indien.   Den ligger i distriktet Fatehabad District och delstaten Haryana, i den norra delen av landet, 190 km nordväst om huvudstaden New Delhi. Jākhal ligger 226 meter över havet och antalet invånare är 7 411.
Terrängen runt Jākhal är mycket platt. Runt Jākhal är det tätbefolkat, med 397 invånare per kvadratkilometer. Närmaste större samhälle är Tohāna, 12,0 km sydost om Jākhal. Trakten runt Jākhal består till största delen av jordbruksmark.